# カタモミ女子
カタモミ女子（カタモミじょし）は、日本の女性アイドル・グループおよび渋谷、秋葉原に存在した肩のリフレクソロジー店舗。いずれも肩もみによるコミュニケーション、カタモミニケーションをコンセプトとしていた。2015年に店舗は営業終了。2016年にグループ解散。プロデュースはいずれも時田雄磨。グループ公式サイトでは「カ・タ・モ・ミ・女子」と表記された。

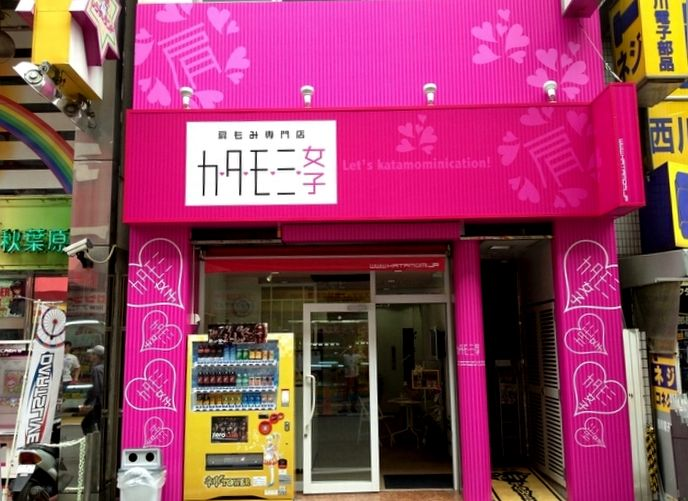
カタモミ女子秋葉原店

## 経歴
2012年4月、ソフト・オン・デマンド（SOD）が渋谷宇田川町・育真ビルに「全日本肩もみ愛好会」をオープン。マッサージやリラクゼーション店が増える中での、女性店員とお客とのカタモミによるコミュニケーション、カタモミニケーションをコンセプトとした。初代店長は野田みさと。立ち上げのプロデューサーは新井由紀子。
同年11月には店舗名を「カタモミ女子」に変更。また、「アイドルに肩を揉まれる店」を掲げ店舗で実際に勤務するメンバーによる同名のアイドルグループをプロデュース。グループは16人でスタートした。楽曲提供及びプロデュースには時田雄磨が就任。
2013年6月、秋葉原・神タワー1階に2号店をオープン。同日より渋谷店が一時休業、のちに閉店。秋葉原一店舗となってからは同ビル3階に所在する神スペースを常設ライブ会場としていた。また、秋葉原店は「ズームイン!!サタデー」、「そんなバカなマン」でも取り上げられた。リーダーであった中野たむによると当時はアイドル活動というよりも店舗が流行っていた状況だったという。
2015年頃にはメンバーを8人に固定。3月にメンバー6人が卒業するが、平塚由佳、潮田ひかるが残留。その模様は2015年7月5日にフジテレビ「ザ・ノンフィクション」で取り上げられ、 東野幸治が2015年一番面白かったと絶賛した。
10月25日、アルバム『カタモミEP』リリース。
11月23日、SODの事業再編に伴い秋葉原店を閉店。2016年1月23日、カタモミ女子公式ブログにて2月11日をもってのカタモミ女子解散が発表される。
2017年4月2日、フジテレビ「ザ・ノンフィクション」において脱退、解散からメンバーとファンの現在までを描いたドキュメンタリー第2弾が放映された。
初期リーダーを務めた中野たむは、プロレスラーとして活躍後のインタビューで当時を振り返り、ファンとの近さを肩もみという形で感じることができた分、「ファンの方あってのアイドルなんだな、というありがたみもすごく感じました」と懐古しつつ、時間経過とともに店員業務が増えていく比重、アイドルグループとしての将来性の見えなさなど「一言でいえば地獄」であったと語っている。

## 解散時のメンバー
- 平塚由佳[20]
- 潮田ひかる[21]
- 常盤小百合
- 並木紅
- 橋本なお
- 葉音

## 元メンバー
- まろか
- 田内友里愛（中野たむ）[19]
- 間宮一子（一宮麻由加）
- 小泉りりあ（小泉りあ）[22]
- 南玲奈（→那波玲奈（Summer Rocket）→瀧井あさひ（アライブとレイニー））
- 赤根京
- まゆ菜
- 真田真奈美
- 唐澤すみね
- 林宏美
- 森田芽生(現・園都)[23]
- 里谷明莉
- 坂巻美雨（→櫻庭美咲、神姫楽ミサ）[24]
- 田宮杏菜
- 白濱佑梨（ゆりりん）
- 田中愛梨
- 四方桃香（四方桃子）

## 作品

### アルバム
- カタモミEP（2015年10月25日）

### イメージビデオ
- はじめまして!私達! カタモミ女子です!!vol.1（2013年8月22日、ソフト・オン・デマンド）
  - 平塚由佳、小泉りりあ、まゆ菜
- はじめまして!私達! カタモミ女子です!!vol.2（2013年9月19日、ソフト・オン・デマンド）
  - 唐澤すみね、真田真奈美、佐藤ひかる（潮田ひかる）
- はじめまして!私達! カタモミ女子です!!vol.3（2013年10月24日、ソフト・オン・デマンド）
  - 坂巻美雨、田宮杏菜、田中愛梨、白濱佑梨
- はじめまして!私達! カタモミ女子です!!vol.4（2013年10月24日、ソフト・オン・デマンド）
  - 間宮一子、田内友里愛、南玲奈、林宏美
- はじめまして!私達! カタモミ女子です!!vol.5（2013年11月21日、ソフト・オン・デマンド）
  - 森田芽生、里谷明莉、赤根京